# Кухня (приміщення)
Ку́хня (від нім. Küche  — «кухня»), діал. боковка, ванькіра, алькіра, хатчина, заст. варня́ — приміщення для приготування їжі.
Кухня — важливе приміщення в будинку. У сучасних квартирах як правило суміщена з їдальнею. Характеризується наявністю плити, холодильника, НВЧ-печі, раковини-мийки і шафами для складання кухонного приладдя.

## Планування простору кухні

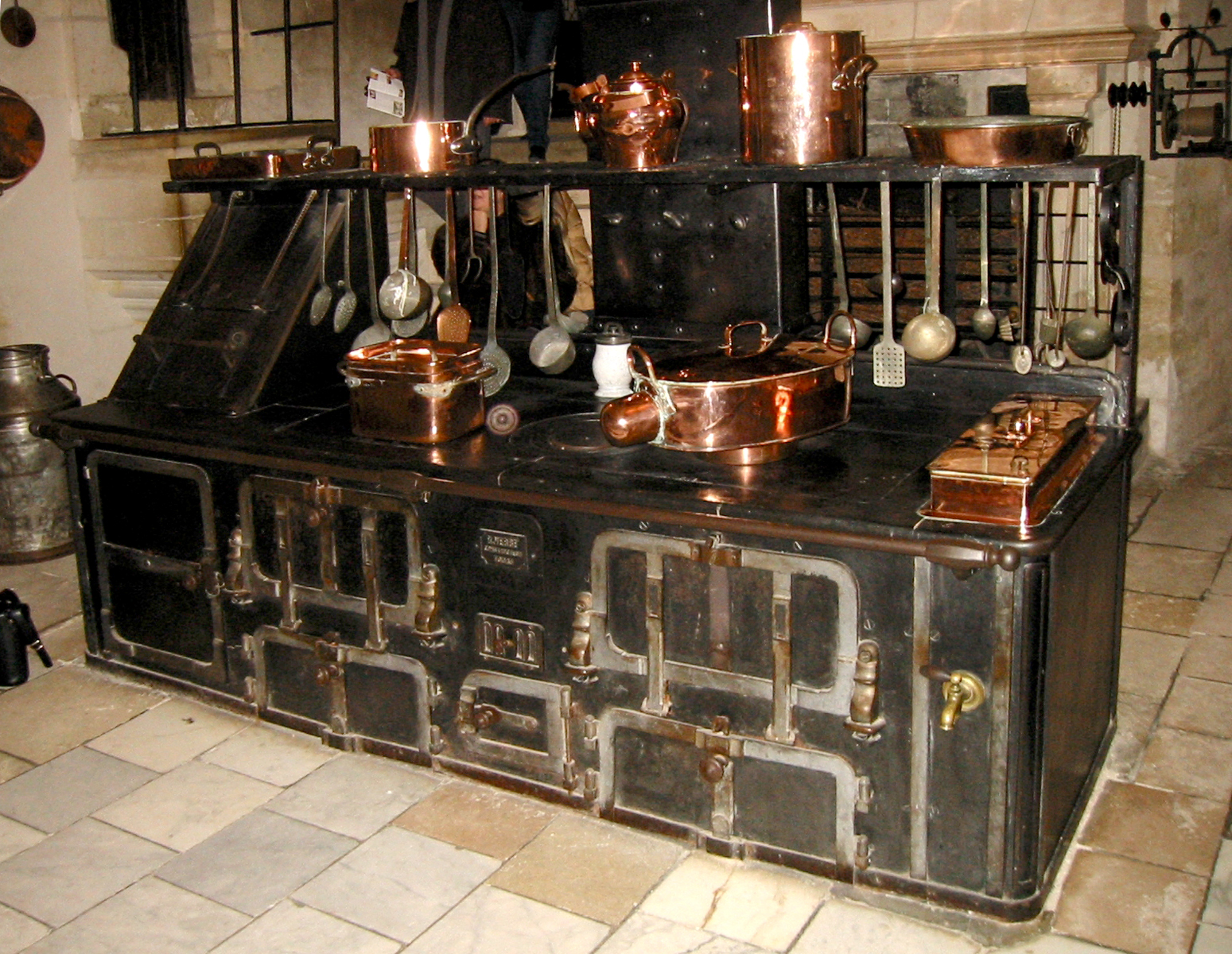
Кухонна плита в Шенонсо, Франція

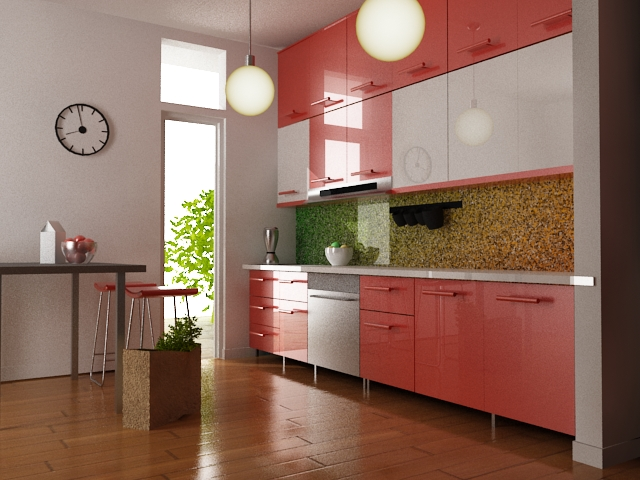
Сучасна домашня кухня

Основою планування кухні прийнято вважати робочий трикутник. Робочий трикутник — це схематичне зображення найчастіших переміщень між зонами: зоною плити, мийки й холодильника. Прямі лінії від плити до мийки, від миття до холодильника і від холодильника до плити можна накреслити на плані кухні.
У зв'язку з правилом трикутника основними побутовими приладами і меблями є холодильник, робочий стіл, мийка і плита. Їх розташовують максимально зручно по відношенню один до одного і так, щоб до них був доступ з боку проходу.
Згідно з правилом трикутника його периметр повинен становити в середньому 6,7–8 метрів, а кожна сторона — по 1,5–3 метри. У разі, якщо довжина однієї зі сторін трикутника буде набагато відрізнятися від інших, це може створювати незручності при переміщенні між зонами.
Дизайнери і проектувальники вивели декілька базових правил розміщення побутової техніки і кухонної меблевої гарнітури:
- Прилади і меблі не повинні заважати один одному і людям, захаращувати прохід і створювати небезпечне сусідство зі шторами тощо.
- Кухонна плита повинна стояти на відстані як мінімум 16 см від вікна, 10–20 см від стіни і 45 см від холодильника.
- Для поглинання пари і запахів над плитою потрібно встановити витяжку.

При плануванні маленької кухні важлива компактність розташування побутової техніки і меблів: тут їх раціонально розміщувати в один або два ряди вздовж стін. В останньому випадку плиту і мийку краще встановити вздовж однієї стіни, а холодильник — вздовж іншої.

## Форми кухонь
Згідно з розстановкою побутових приладів виділяють кілька форм кухні: L-подібна, U-подібна, кухня у формі L, G або I, острівна і півострівна кухні.
Варіант L-подібної кухні — всі меблі і техніка розставляються уздовж двох сполучених стін, що зберігає вільний простір посередині приміщення. При цьому довжина всього, що стоїть під однією стіною, перевищує довжину всього, що стоїть під сусідньою стіною — утворюється буква L.
Варіант U-подібної кухні — меблі і підлогова техніка розміщуються уздовж трьох стін у формі букви U, а четверта, на якій знаходиться двері, залишається вільною. При цьому функціонально зони розташовані близько одна від одної.
Варіант LL-подібної кухні — застосовується у разі, якщо розстановці у вигляді букви U заважають двері або вікно на одній зі стін. Тоді стійку, стіл або плиту можна зробити висунутими від цієї стіни до центру кімнати.
Варіант G-подібної кухні — меблі та техніка розставляються уздовж всіх чотирьох стін, або створюється додаткова помилкова стіна з окремого робочого столу або стійки, висунутого перпендикулярно стіні. Така обстановка вимагає значного простору, щоб між шафами залишалося достатньо місця для переміщень при готуванні.
Варіант I-подібної кухні — всі меблі і пристосування ставляться вздовж однієї стіни довгою смугою. Це єдиний подібний засіб розстановки для маленьких кухонь.
Модифікацією I-подібної форми або формою двох I можна вважати форму кухні коридорного типу. Предмети інтер'єру в такій кухні розставляються уздовж двох протилежних стін, утворюючи довгий коридор посередині.

## Робочі зони кухні
Робочі зони — це частини кухні, що мають певні функції. Стільницю, як правило, ставлять у такому місці, з якого буде вільний доступ до плити, мийки та морозильної камери. Стільниця, плита і раковина повинні складати одну суцільну лінію, якщо вони розташовуються разом — таким чином забезпечується зручність процесу очищення-оброблення-приготування їжі. Оптимальна відстань від підлоги до робочої поверхні становить від 800 до 850 мм.
Зона зберігання продуктів — туди входить холодильник, а також ящики та шафи. При підборі холодильника необхідно враховувати розміри приміщення і загальний дизайн.
Санітарна зона — це робоча зона, що включає мийку, посудомийну машину і ємність для харчових відходів. Мийку слід розташовувати ближче до холодильника або в центральній частині кухні для зручного підходу, так як посуд і продукти постійно миють і споліскують. У багатьох кухнях раковина міститься в кутку в кухонній шафці з дверцятами.